# Pontuações
Pontuações são zonas menos espessas da parede celular onde só existem lamela média e parede primária.Elas são formadas durante a formação da parede secundária, de modo que durante esse processo não são depositados materiais sobre os campos primários de pontuação, o que dará origem às pontuações.

## Tipos de Pontuações
Pontuação Simples : É apenas uma interrupção da parede secundária sobre a parede primária, geralmente, sobre os campos de pontuação primário. O espaço em que a parede primária não é recoberta pela secundária constitui a chamada câmara da pontuação.
Pontuação Areolada : Ocorre a formação da aréola e a interrupção da parede secundária, corresponde à abertura da aréola. Como a parede  secundária  apresenta -se  bem  separada  da  parede primária,  delimita-se  internamente  uma câmara  de  pontuação
Pontuação Areolada com Toro :É quando ocorre um espessamento espacial, denominado toro, na região central da membrana da pontuação areolada. 
Pontuação semi-areolada : É quando a pontuação é simples de um lado e areolada do outro.
1. ↑  [ APPEZZATO-DA-GLÓRIA, Beatriz; CARMELLO-GUERREIRO, Sandra Maria. Anatomia vegetal. 2. ed. rev. atu. Viçosa: UFV, 2006. 438p.]